# (8677) Charlier
(8677) Charlier – planetoida z grupy pasa głównego asteroid okrążająca Słońce w ciągu 5 lat i 55 dni w średniej odległości 2,98 au. Została odkryta 2 marca 1992 roku w programie UESAC. Nazwa planetoidy pochodzi od Carla Charliera, szwedzkiego astronoma. Przed nadaniem nazwy planetoida nosiła oznaczenie tymczasowe (8677) 1992 ES5.